# Fujitova stupnice
Fujitova stupnice (Fujita scale, F-Scale), někdy též Fujitova–Pearsonova stupnice (Fujita-Pearson scale, FPP scale), je škála sloužící ke klasifikaci tornád. Stupnice byla představena v roce 1971 japonsko-americkým meteorologem Tedem Fujitou z Chicagské univerzity. Fujita na jejím vytvoření spolupracoval s Allenem Pearsonem, šéfem National Severe Storms Forecast Center/NSSFC (americké národní středisko pro předpovídání silných bouří). Škála byla upravena v roce 1973 tak, aby brala v úvahu i délku a šířku trasy tornáda.
Ačkoliv jednotlivé kategorie mají definovanou odpovídající rychlost větru, klasifikace tornáda je určována primárně na základě způsobených škod. Tornádo je klasifikováno meteorology a stavebními experty na základě analýzy škod podle dokumentace získané vzdušným či pozemním průzkumem či obojím. V úvahu jsou brána také data z meteorologických radarů, výpovědi svědků a jimi či automatikou pořízené fotografie či obrazové záznamy.
V USA začala být Fujitova stupnice oficiálně používána od roku 1973, další státy se postupně přidaly. Národní úřad pro oceán a atmosféru podle stupnice oficiálně zpětně klasifikoval ve své databázi všechna americká tornáda z let 1950-1972. Sám Fujita se svými studenty vytvořil databázi amerických tornád z let 1916–1991. Další meteorolog Tom Grazulis pak vypracoval pro Projekt Tornádo (The Tornado Project) klasifikaci všech významnějších tornád (F2–F5 nebo se smrtelnými následky) v USA od roku 1880.
V USA a Kanadě byla Fujitova stupnice v oficiálním použití nahrazena tzv. rozšířenou Fujitovou stupnicí, která používá stejně dělení do šesti kategorií, ale má upřesněná klasifikační kritéria a rychlosti větrů v jednotlivých kategorií se od původní stupnice mírně liší. V USA se rozšířená Fujitova stupnice oficiálně používá od roku 2007, v Kanadě od roku 2013.

## Původ

Ilustrace vztahů mezi Beaufortovou stupnicí, Fujitovou stupnicí a Machovo čísly na diagramu publikovaném Tedem Fujitou

Fujita původně vytvořil stupnici jako třináctistupňovou (F0–F12) tak, aby plynule propojovala Beaufortovu stupnici a Machova čísla. F1 odpovídá stupni 12 Beaufortovy stupnice a F12 odpovídá Machu 1. F0 bylo definováno tak, že způsobené škody jsou minimální či nulové (zhruba stupeň 8 Beaufortovy stupnice), podobně jako stupeň 0 Beaufortovy stupnice znamená žádný nebo minimální vítr. Ke každému takto definovanému stupni (F0–F5) byl přiřazen odpovídající kvantitativní výčet poškození působených takto silným tornádem. Výsledná stupnice byla následně použita pro klasifikaci tornád v praxi. Vztahy mezi Beaufortovou stupnicí, Fujitovou stupnicí a Machovými čísly jsou znázorněny na diagramu vpravo.
Vzorec pro vztah mezi rychlostí větru v metrech za sekundu (V) a kategorií Fujitovy škály (F) je:
{\displaystyle V=6.3\cdot (F+2)^{1.5}}
Například pro F4 tak vychází V = 92,6 m/s, tedy zhruba 333 km/h.
V době, kdy Fujita tvořil svou stupnici, bylo známo pouze málo informací o škodách působených větrem, takže původní stupnice pracovala pouze s kvalifikovanými odhady, co se týče vztahů mezi specifickými škodami a silou větrů potřebnou ke způsobení těchto škod. Fujita počítal s praktickým využitím pouze pro stupně F0–F5, jelikož tyto pokrývaly veškerá poškození zděným budovám i předpokládanou horní hranici pro rychlost větrů v tornádu. Přidal však popis pro F6, které nazval "nepředstavitelné tornádo" ("inconceivable tornado"), pro případ rychlostí vyšších než u F5 a případné následky, které by ukázala související analýza škod.
Postupem času se ukázalo, že původní Fujitovy odhady síly větru potřebné pro způsobení škod tak, jak je definovaly jednotlivé kategorie, byly nadsazené, což bylo zvláště patrné u vyšších kategorií (F3–F5). Proto byla počátkem 21. století vytvořena upravená škála, tzv. rozšířená Fujitova stupnice, která na základě nových poznatků zpřesnila vztahy mezi silou větru a způsobenými škodami. Upravená stupnice rovněž využívá řadu indikátorů, které pomáhají přesně kvantifikovat způsobené škody a díky tomu exaktně určit kategorii tornáda.

## Parametry
| Kategorie | Rychlost větru | Rychlost větru | Potenciální škody | Potenciální škody                               |
| Kategorie | mph            | km/h           | Potenciální škody | Potenciální škody                               |
| F0        | 40–72          | 64–116         | Lehké škody. Shozené komíny, polámané větve stromů, stromy s mělkými kořeny mohou být vyvráceny. | Ukázka škod tornáda kategorie F0                |
| F1        | 73–112         | 117–180        | Mírné škody. Strhává střešní krytiny, mobilní domy mohou být odsunuty či převrženy, jedoucí auta jsou vytlačována ze silnic. | Ukázka škod tornáda kategorie F1                |
| F2        | 113–157        | 181–253        | Značné škody. Strhává střechy zděných domů, převrací automobily. Mobilní domy zničeny. V mrakodrapech rozbíjí okna, z lehkých předmětů vytváří nebezpečné projektily. | Ukázka škod tornáda kategorie F2                |
| F3        | 158–206        | 254–332        | Vážné škody. Z pevně postavených domů strhává střechy a bortí zdi. Převrací vlakové vagóny, zvedá a odvrhuje těžké automobily. Většina stromů v lese je vyvrácena z kořenů. | Ukázka škod tornáda kategorie F3 damage example |
| F4        | 207–260        | 333–418        | Zničující škody. Pevně postavené domy jsou srovnány se zemí. Struktury se slabými základy jsou odnášeny pryč. Pohazuje auty, vytváří projektily z těžkých předmětů. | Ukázka škod tornáda kategorie F4 damage example |
| F5        | 261–318        | 419–512        | Ohromující škody. Pevně postavené domy jsou vyrvány ze základů, rozmetány a trosky odneseny na větší vzdálenost. Vzduchem létají velké projektily o velikosti automobilu na vzdálenost větší než 100 m. Stromy jsou odkoruňovány. Železobetonové konstrukce jsou těžce poškozeny, mrakodrapy se hroutí. | Ukázka škod tornáda kategorie F5                |